# Золотой глобус (премия, 1977)
34-я церемония вручения наград премии «Золотой глобус»

29 января 1977 года
Лучший фильм (драма): 

«Рокки»
Лучший фильм (комедия или мюзикл): 

«Звезда родилась»
Лучший драматический сериал: 

«Богач, бедняк»
Лучший сериал (комедия или мюзикл): 

«Барни Миллер»
Лучший телефильм: 

«Элеонора и Франклин»
< 33-я Церемонии вручения 35-я >
34-я церемония вручения наград премии «Золотой глобус» за заслуги в области кинематографа и телевидения за 1976 год состоялась 29 января 1977 года в Beverly Hilton Hotel (Лос-Анджелес, Калифорния, США).

## Список лауреатов и номинантов
• Победители выделены отдельным цветом. 

### Игровое и документальное кино
Количество наград/номинаций:
- 1/6: «Рокки» / «Путешествие проклятых»
- 5/5: «Звезда родилась»
- 4/5: «Телесеть»
- 1/5: «Марафонец»
- 0/4: «Вся президентская рать» / «На пути к славе» / «Немое кино»
- 0/3: «Багси Мэлоун» / «Риц» / «Чумовая пятница»
- 1/2: «Лицом к лицу»
- 0/2: «Розовая пантера наносит новый удар» / «Таксист» / «Моряк, который разлюбил море» / «Следующая остановка — Гринвич-Виллидж» / «Воздушные замки» / «Туфелька и роза»
- 1/1: «Оставайся голодным» / «Кинг-Конг» / «Алтари мира»

| Категории                                | Лауреаты и номинанты                                                                                               | Лауреаты и номинанты                                                                                            |
| ---------------------------------------- | --- | --- |
| Лучший фильм (драма)                     | • Рокки / Rocky | • Рокки / Rocky                                                                                                 |
| Лучший фильм (драма)                     | • Вся президентская рать / All the President’s Men                                                                 | |
| Лучший фильм (драма)                     | • На пути к славе / Bound for Glory                                                                                | |
| Лучший фильм (драма)                     | • Телесеть / Network                                                                                               | |
| Лучший фильм (драма)                     | • Путешествие проклятых / Voyage of the Damned                                                                     | |
| Лучший фильм (комедия или мюзикл)        | • Звезда родилась / A Star Is Born                                                                                 | • Звезда родилась / A Star Is Born                                                                              |
| Лучший фильм (комедия или мюзикл)        | • Розовая пантера наносит новый удар / The Pink Panther Strikes Again                                              | |
| Лучший фильм (комедия или мюзикл)        | • Немое кино / Silent Movie                                                                                        | |
| Лучший фильм (комедия или мюзикл)        | • Багси Мэлоун / Bugsy Malone                                                                                      | |
| Лучший фильм (комедия или мюзикл)        | • Риц / The Ritz                                                                                                   | |
| Лучший режиссёр                          | | • Сидни Люмет за фильм «Телесеть»                                                                               |
| Лучший режиссёр                          | • Хэл Эшби — «На пути к славе»                                                                                     | |
| Лучший режиссёр                          | • Джон Г. Эвилдсен — «Рокки»                                                                                       | |
| Лучший режиссёр                          | • Алан Дж. Пакула — «Вся президентская рать»                                                                       | |
| Лучший режиссёр                          | • Джон Шлезингер — «Марафонец»                                                                                     | |
| Лучшая мужская роль (драма)              | Питер Финч | • Питер Финч (посмертно) — «Телесеть» (за роль Говарда Била)                                                    |
| Лучшая мужская роль (драма)              | Питер Финч | • Дэвид Кэррадайн — «На пути к славе» (за роль Вуди Гатри)                                                      |
| Лучшая мужская роль (драма)              | Питер Финч | • Роберт Де Ниро — «Таксист» (за роль Трэвиса Бикла)                                                            |
| Лучшая мужская роль (драма)              | Питер Финч | • Дастин Хоффман — «Марафонец» (за роль Томаса Леви)                                                            |
| Лучшая мужская роль (драма)              | Питер Финч | • Сильвестр Сталлоне — «Рокки» (за роль Рокки Бальбоа)                                                          |
| Лучшая женская роль (драма)              | | • Фэй Данауэй — «Телесеть» (за роль Дайаны Кристенсен)                                                          |
| Лучшая женская роль (драма)              | • Гленда Джексон — «Несравненная Сара» (англ.) (за роль Сары Бернар)                                               | |
| Лучшая женская роль (драма)              | • Сара Майлз — «Моряк, который разлюбил море» (за роль Энн Осборн)                                                 | |
| Лучшая женская роль (драма)              | • Талия Шайр — «Рокки» (за роль Эдриан Пеннино)                                                                    | |
| Лучшая женская роль (драма)              | • Лив Ульман — «Лицом к лицу» (за роль доктора Йенни Исакссон)                                                     | |
| Лучшая мужская роль (комедия или мюзикл) | | • Крис Кристофферсон — «Звезда родилась» (за роль Джона Нормана Ховарда)                                        |
| Лучшая мужская роль (комедия или мюзикл) | • Мел Брукс — «Немое кино» (за роль Мела Фанна)                                                                    | |
| Лучшая мужская роль (комедия или мюзикл) | • Питер Селлерс — «Розовая пантера наносит новый удар» (за роль инспектора Жака Клузо)                             | |
| Лучшая мужская роль (комедия или мюзикл) | • Джек Уэстон — «Риц» (за роль Гаэтано Прокло)                                                                     | |
| Лучшая мужская роль (комедия или мюзикл) | • Джин Уайлдер — «Серебряная стрела» (за роль Джорджа Колдуэлла)                                                   | |
| Лучшая женская роль (комедия или мюзикл) | | • Барбра Стрейзанд — «Звезда родилась» (за роль Эстер Хоффман)                                                  |
| Лучшая женская роль (комедия или мюзикл) | • Джоди Фостер — «Чумовая пятница» (за роль Аннабель Эндрюс)                                                       | |
| Лучшая женская роль (комедия или мюзикл) | • Барбара Харрис — «Семейный заговор» (за роль Бланш Тайлер)                                                       | |
| Лучшая женская роль (комедия или мюзикл) | • Барбара Харрис — «Чумовая пятница» (за роль Эллен Эндрюс)                                                        | |
| Лучшая женская роль (комедия или мюзикл) | • Голди Хоун — «Герцогиня и Грязный лис» (за роль Аманды Куэйд)                                                    | |
| Лучшая женская роль (комедия или мюзикл) | • Рита Морено — «Риц» (за роль Гуги Гомес)                                                                         | |
| Лучший актёр второго плана               | | • Лоренс Оливье — «Марафонец» (за роль доктора Кристиана Зелля)                                                 |
| Лучший актёр второго плана               | • Марти Фельдман — «Немое кино» (за роль Марти Эггса)                                                              | |
| Лучший актёр второго плана               | • Рон Ховард — «Самый меткий» (за роль Гиллома Роджерса)                                                           | |
| Лучший актёр второго плана               | • Джейсон Робардс — «Вся президентская рать» (за роль Бена Бредли)                                                 | |
| Лучший актёр второго плана               | • Оскар Вернер — «Путешествие проклятых» (за роль профессора Эгона Крейслера)                                      | |
| Лучшая актриса второго плана             | | • Кэтрин Росс — «Путешествие проклятых» (за роль Миры Хаузер)                                                   |
| Лучшая актриса второго плана             | • Ли Грант — «Путешествие проклятых» (за роль Лиллиан Розен)                                                       | |
| Лучшая актриса второго плана             | • Марта Келлер — «Марафонец» (за роль Эльзы Опель)                                                                 | |
| Лучшая актриса второго плана             | • Пайпер Лори — «Кэрри» (за роль Маргарет Уайт)                                                                    | |
| Лучшая актриса второго плана             | • Бернадетт Питерс — «Немое кино» (за роль Вильмы Каплан)                                                          | |
| Лучшая актриса второго плана             | • Шелли Уинтерс — «Следующая остановка — Гринвич-Виллидж» (за роль Фэй Лапински)                                   | |
| Лучший дебют актёра                      | | • Арнольд Шварценеггер — «Оставайся голодным» (за роль Джо Санто)                                               |
| Лучший дебют актёра                      | • Ленни Бейкер — «Следующая остановка — Гринвич-Виллидж» (за роль Ларри Лапински)                                  | |
| Лучший дебют актёра                      | • Трумен Капоте — «Ужин с убийством» (за роль Лайонела Твейна)                                                     | |
| Лучший дебют актёра                      | • Джонатан Кан — «Моряк, который разлюбил море» (за роль Джонатана Осборна)                                        | |
| Лучший дебют актёра                      | • Харви Стивенс — «Омен» (за роль Дэмиена)                                                                         | |
| Лучший дебют актрисы                     | | • Джессика Лэнг — «Кинг-Конг» (за роль Дуэн)                                                                    |
| Лучший дебют актрисы                     | • Мелинда Диллон — «На пути к славе» (за роль Мэри / Мэмфис Сью)                                                   | |
| Лучший дебют актрисы                     | • Мэриел Хемингуэй — «Губная помада» (за роль Кэти Маккормик)                                                      | |
| Лучший дебют актрисы                     | • Глэдис Найт — «Воздушные замки» (англ.) (за роль Марии Уилсон)                                                   | |
| Лучший дебют актрисы                     | • Андреа Марковиччи — «Подставное лицо» (за роль Флоренс Барретт)                                                  | |
| Лучший сценарий                          | Пэдди Чаефски | • Пэдди Чаефски — «Телесеть»                                                                                    |
| Лучший сценарий                          | Пэдди Чаефски | • Дэвид Батлер — «Путешествие проклятых»                                                                        |
| Лучший сценарий                          | Пэдди Чаефски | • Уильям Голдман — «Вся президентская рать»                                                                     |
| Лучший сценарий                          | Пэдди Чаефски | • Уильям Голдман — «Марафонец»                                                                                  |
| Лучший сценарий                          | Пэдди Чаефски | • Пол Шредер — «Таксист»                                                                                        |
| Лучшая музыка к фильму                   | | • Кенни Эшер и Пол Уильямс за музыку к фильму «Звезда родилась»                                                 |
| Лучшая музыка к фильму                   | • Билл Конти — «Рокки»                                                                                             | |
| Лучшая музыка к фильму                   | • Лало Шифрин — «Путешествие проклятых»                                                                            | |
| Лучшая музыка к фильму                   | • Ричард М. Шерман и Роберт Б. Шерман — «Туфелька и роза» (англ.)                                                  | |
| Лучшая музыка к фильму                   | • Пол Уильямс — «Багси Мэлоун»                                                                                     | |
| Лучшая песня                             | • Evergreen (Love Theme from A Star Is Born) — «Звезда родилась» — музыка: Барбра Стрейзанд, слова: Пол Уильямс    | • Evergreen (Love Theme from A Star Is Born) — «Звезда родилась» — музыка: Барбра Стрейзанд, слова: Пол Уильямс |
| Лучшая песня                             | • Bugsy Malone — «Багси Мэлоун» — музыка и слова: Пол Уильямс                                                      | |
| Лучшая песня                             | • Car Wash — «Автомойка» (англ.) — музыка и слова: Норман Уитфилд                                                  | |
| Лучшая песня                             | • Hello and Goodbye — «С полудня до трёх» (англ.) — музыка: Элмер Бернстайн, слова: Алан Бергман и Мэрилин Бергман | |
| Лучшая песня                             | • I'd Like to Be You for a Day — «Чумовая пятница» — музыка и слова: Джоэл Хёршхорн и Эл Кэша                      | |
| Лучшая песня                             | • So Sad the Song — «Воздушные замки» — музыка и слова: Джерри Гоффин и Майкл Массер                               | |
| Лучший иностранный фильм                 | • Лицом к лицу / Ansikte mot ansikte (Швеция)                                                                      | • Лицом к лицу / Ansikte mot ansikte (Швеция)                                                                   |
| Лучший иностранный фильм                 | • Кузен, кузина / Cousin, cousine (Франция)                                                                        | |
| Лучший иностранный фильм                 | • Паскуалино «Семь красоток» / Pasqualino Settebellezze (Италия)                                                   | |
| Лучший иностранный фильм                 | • Туфелька и роза / The Slipper and the Rose: The Story of Cinderella (Великобритания)                             | |
| Лучший иностранный фильм                 | • Карманные деньги / L'Argent de poche (Франция)                                                                   | |
| Лучший документальный фильм              | • Алтари мира / Altars of the World                                                                                | • Алтари мира / Altars of the World                                                                             |
| Лучший документальный фильм              | • Памяти справедливости / The Memory of Justice                                                                    | |
| Лучший документальный фильм              | • Люди Ветра / People of the Wind                                                                                  | |
| Лучший документальный фильм              | • Вот это развлечение! Часть 2 / That's Entertainment, Part II                                                     | |
| Лучший документальный фильм              | • Крылья орла / Wings of an Eagle                                                                                  | |

### Телевизионные награды
| Категории                                              | Лауреаты и номинанты | Лауреаты и номинанты                                                   |
| ------------------------------------------------------ | --- | ---------------------------------------------------------------------- |
| Лучший телевизионный сериал (драма)                    | • Богач, бедняк / Rich Man, Poor Man | • Богач, бедняк / Rich Man, Poor Man                                   |
| Лучший телевизионный сериал (драма)                    | • Капитаны и короли / Captains and the Kings                                                                                             |                                                                        |
| Лучший телевизионный сериал (драма)                    | • Ангелы Чарли / Charlie's Angels |                                                                        |
| Лучший телевизионный сериал (драма)                    | • Семья / Family |                                                                        |
| Лучший телевизионный сериал (драма)                    | • Маленький домик в прериях / Little House on the Prairie                                                                                |                                                                        |
| Лучший телевизионный сериал (комедия или мюзикл)       | • Барни Миллер / Barney Miller | • Барни Миллер / Barney Miller                                         |
| Лучший телевизионный сериал (комедия или мюзикл)       | • Шоу Кэрол Бёрнетт / The Carol Burnett Show                                                                                             |                                                                        |
| Лучший телевизионный сериал (комедия или мюзикл)       | • Донни и Мари / Donny & Marie |                                                                        |
| Лучший телевизионный сериал (комедия или мюзикл)       | • Счастливые дни / Happy Days |                                                                        |
| Лучший телевизионный сериал (комедия или мюзикл)       | • Лаверна и Ширли / Laverne & Shirley |                                                                        |
| Лучший телевизионный сериал (комедия или мюзикл)       | • МЭШ / M*A*S*H |                                                                        |
| Лучший телевизионный фильм                             | • Элеонора и Франклин / Eleanor and Franklin                                                                                             | • Элеонора и Франклин / Eleanor and Franklin                           |
| Лучший телевизионный фильм                             | • Амелия Эрхарт / Amelia Earhart |                                                                        |
| Лучший телевизионный фильм                             | • Фрэнсис Гэри Пауэрс: Правдивая история инцидента с самолётом-разведчиком U-2 / Francis Gary Powers: The True Story Of The U-2 Incident |                                                                        |
| Лучший телевизионный фильм                             | • I Want to Keep My Baby! |                                                                        |
| Лучший телевизионный фильм                             | • Дело о похищении Линдберга / The Lindbergh Kidnapping Case                                                                             |                                                                        |
| Лучший телевизионный фильм                             | • Сибил / Sybil |                                                                        |
| Лучший актёр в драматическом телесериале               | | • Ричард Джордан — «Капитаны и короли» (за роль Джозефа Армы)          |
| Лучший актёр в драматическом телесериале               | • Ли Мэйджорс — «Человек на шесть миллионов долларов» (англ.) (за роль Стива Остина)                                                     |                                                                        |
| Лучший актёр в драматическом телесериале               | • Ник Нолти — «Богач, бедняк» (за роль Тома Джордаха)                                                                                    |                                                                        |
| Лучший актёр в драматическом телесериале               | • Телли Савалас — «Коджак» (англ.) (за роль лейтенанта Тео Коджака)                                                                      |                                                                        |
| Лучший актёр в драматическом телесериале               | • Питер Штраусс — «Богач, бедняк» (за роль Руди Джордаха)                                                                                |                                                                        |
| Лучшая актриса в в драматическом телесериале           | | • Сьюзан Блэйкли — «Богач, бедняк» (за роль Джули Прескотт)            |
| Лучшая актриса в в драматическом телесериале           | • Энджи Дикинсон — «Женщина-полицейский» (за роль сержанта Сюзанны «Пеппер» Андерсон)                                                    |                                                                        |
| Лучшая актриса в в драматическом телесериале           | • Фэрра Фосетт — «Ангелы Чарли» (за роль Джилл Монро)                                                                                    |                                                                        |
| Лучшая актриса в в драматическом телесериале           | • Кейт Джексон — «Ангелы Чарли» (за роль Сабрины Дункан)                                                                                 |                                                                        |
| Лучшая актриса в в драматическом телесериале           | • Джин Марш — «Вверх и вниз по лестнице» (англ.) (за роль Роуз)                                                                          |                                                                        |
| Лучшая актриса в в драматическом телесериале           | • Сада Томпсон — «Семья» (за роль Кейт Лоуренс)                                                                                          |                                                                        |
| Лучшая актриса в в драматическом телесериале           | • Линдси Вагнер — «Бионическая женщина» (англ.) (за роль Джейми Соммерс)                                                                 |                                                                        |
| Лучшая мужская роль в телесериале (комедия или мюзикл) | | • Генри Уинклер — «Счастливые дни» (за роль Артура «Фонци» Фонцарелли) |
| Лучшая мужская роль в телесериале (комедия или мюзикл) | • Алан Алда — «МЭШ» (за роль капитана Бенджамина Франклина Пирса)                                                                        |                                                                        |
| Лучшая мужская роль в телесериале (комедия или мюзикл) | • Майкл Константин — «Суд Сироты» (англ.) (за роль судьи Мэтью Сироты)                                                                   |                                                                        |
| Лучшая мужская роль в телесериале (комедия или мюзикл) | • Сэмми Дэвис мл. — «Сэмми и компания» (за роль самого себя)                                                                             |                                                                        |
| Лучшая мужская роль в телесериале (комедия или мюзикл) | • Хэл Линден — «Барни Миллер» (за роль капитана Барни Миллера)                                                                           |                                                                        |
| Лучшая мужская роль в телесериале (комедия или мюзикл) | • Фредди Принц — «Чико и человек» (англ.) (за роль Чико Родригеса)                                                                       |                                                                        |
| Лучшая мужская роль в телесериале (комедия или мюзикл) | • Тони Рэндалл — «Шоу Тони Рэндолла» (англ.) (за роль судьи Уолтера Франклина)                                                           |                                                                        |
| Лучшая женская роль в телесериале (комедия или мюзикл) | | • Кэрол Бёрнетт — «Шоу Кэрол Бёрнетт» (за роли различных персонажей)   |
| Лучшая женская роль в телесериале (комедия или мюзикл) | • Мэри Тайлер Мур — «Шоу Мэри Тайлер Мур» (за роль Мэри Ричардс)                                                                         |                                                                        |
| Лучшая женская роль в телесериале (комедия или мюзикл) | • Бернадетт Питерс — «All's Fair» (за роль Шарлотты «Шарли» Дрейк)                                                                       |                                                                        |
| Лучшая женская роль в телесериале (комедия или мюзикл) | • Изабель Санфорд — «Джефферсоны» (за роль Луизы Джефферсон)                                                                             |                                                                        |
| Лучшая женская роль в телесериале (комедия или мюзикл) | • Дина Шор — «Дина!» (англ.) (за роль самой себя)                                                                                        |                                                                        |
| Лучший актёр второго плана на ТВ                       | | • Эдвард Аснер — «Богач, бедняк» (за роль Акселя Джордаха)             |
| Лучший актёр второго плана на ТВ                       | • Тим Конуэй — «Шоу Кэрол Бёрнетт» (за роли различных персонажей)                                                                        |                                                                        |
| Лучший актёр второго плана на ТВ                       | • Чарльз Дёрнинг — «Капитаны и короли» (за роль Эда Хили)                                                                                |                                                                        |
| Лучший актёр второго плана на ТВ                       | • Гэвин Маклауд — «Шоу Мэри Тайлер Мур» (за роль Мюррея Слотера)                                                                         |                                                                        |
| Лучший актёр второго плана на ТВ                       | • Роб Райнер — «Все в семье» (за роль Майкла «Митхэда» Стивика)                                                                          |                                                                        |
| Лучшая актриса второго плана на ТВ                     | | • Жозетт Банзе — «Богач, бедняк» (за роль мисс Лено)                   |
| Лучшая актриса второго плана на ТВ                     | • Эдриенн Барбо — «Мод» (англ.) (за роль Кэрол Трейнор)                                                                                  |                                                                        |
| Лучшая актриса второго плана на ТВ                     | • Дарлин Карр — «Бывший орёл» (англ.) (за роль Томми Колдуэлл)                                                                           |                                                                        |
| Лучшая актриса второго плана на ТВ                     | • Эллен Корби — «Уолтоны» (за роль Эстер Уолтон)                                                                                         |                                                                        |
| Лучшая актриса второго плана на ТВ                     | • Джулия Кавнер — «Рода» (за роль Бренды Моргенштерн)                                                                                    |                                                                        |
| Лучшая актриса второго плана на ТВ                     | • Вики Лоуренс — «Шоу Кэрол Бёрнетт» (за роли различных персонажей)                                                                      |                                                                        |
| Лучшая актриса второго плана на ТВ                     | • Энн Мира — «Рода» (за роль Салли Галлахер)                                                                                             |                                                                        |
| Лучшая актриса второго плана на ТВ                     | • Салли Струтерс — «Все в семье» (за роль Глории Банкер-Стивик)                                                                          |                                                                        |

### Специальные награды
| Награда                                                     | Лауреаты       | Лауреаты                                                    |
| ----------------------------------------------------------- | -------------- | ----------------------------------------------------------- |
| Премия Сесиля Б. Де Милля (Награда за вклад в кинематограф) |                | • Уолтер Мириш (англ.)                                      |
| Премия Генриетты Henrietta Award (World Film Favorites)     | Роберт Редфорд | • Роберт Редфорд                                            |
| Премия Генриетты Henrietta Award (World Film Favorites)     | Софи Лорен     | • Софи Лорен                                                |
| Мисс Золотой глобус 1977 (Символическая награда)            |                | • Николь Эриксон (дочь актёра Джона Эриксона и Милли Коури) |